# Asep Berlian
Asep Berlian (sinh ngày 11 tháng 7 năm 1990 ở Bogor, Indonesia) là một cầu thủ bóng đá người Indonesia hiện tại thi đấu ở vị trí tiền vệ cho Madura United ở Liga 1.

## Sự nghiệp
Ngày 4 tháng 12 năm 2014, anh chuyển đến Persebaya Surabaya.